# Kalijati Timur
Kalijati Timur is een bestuurslaag in het regentschap Subang van de provincie West-Java, Indonesië. Kalijati Timur telt 8724 inwoners (volkstelling 2010).